# WIV Premier League 2018
La WIV Premier League 2018 fue la edición número 20 de la WIV Liga Premier.

## Formato
En el torneo participarán 6 equipos los cuales jugarán entre sí mediante sistema todos contra todos dos veces totalizando 10 partidos cada uno; al término
de las 10 fechas el club con el mayor puntaje se proclamará campeón y de cumplir con los requisitos establecidos, podrá participar a la CONCACAF Caribbean Club Shield 2019.

## Tabla de posiciones
Actualizado el 22 de junio de 2018.
| Pos. | Equipo            | PJ | PG | PE | PP | GF | GC | DG  | Pts. | Clasificado a                                 |
| ---- | ----------------- | -- | -- | -- | -- | -- | -- | --- | ---- | --------------------------------------------- |
| 1    | AFC Academy       | 10 | 7  | 2  | 1  | 35 | 11 | +24 | 23   | Campeón y CONCACAF Caribbean Club Shield 2019 |
| 2    | Cheshire Hall     | 10 | 7  | 0  | 3  | 29 | 20 | +9  | 21   |                                               |
| 3    | SWA Sharks        | 10 | 6  | 1  | 3  | 41 | 18 | +23 | 19   |                                               |
| 4    | Full Physic FC    | 10 | 6  | 1  | 3  | 21 | 21 | 0   | 19   |                                               |
| 5    | Beaches FC        | 10 | 1  | 0  | 9  | 13 | 39 | -26 | 3    |                                               |
| 6    | Academy Eagles FC | 10 | 1  | 0  | 9  | 11 | 41 | -30 | 3    |                                               |